# Karol Krčméry
Karol Krčméry (29. listopadu 1859 Ružomberok – 2. února 1949 Bratislava) byl slovenský a československý politik a meziválečný senátor Národního shromáždění za Hlinkovu slovenskou ľudovou stranu.

## Biografie
Střední školu studoval v Banské Bystrici, Kláštoru pod Znievom, Szegedu a Košicích. Teologii studoval na Pázmáneu ve Vídni a klasickou filologii na Budapešťské univerzitě. Působil jako středoškolský profesor a ředitel gymnázií na různých místech Uherska. Věnoval se jazykovědnému bádání, angažoval se v debatách o reformě slovenského pravopisu.
Byl aktivní i v politice. V roce 1926 byl zastoupen v pětičlenném direktoriu, které řídilo Hlinkovu stranu po dobu, kdy byl Andrej Hlinka na zahraniční cestě. V parlamentních volbách v roce 1925 získal senátorské křeslo v Národním shromáždění. Mandát obhájil v parlamentních volbách v roce 1929 a parlamentních volbách v roce 1935. V senátu setrval až do jeho zrušení roku 1939.
Profesí byl ředitelem gymnázia v Trnavě, roku 1935 uváděn jako vrchní gymnaziální ředitel ve výslužbě, Nové Zámky.